# Prasophyllum reflexum
Prasophyllum reflexum är en orkidéart som beskrevs av Robert Desmond David Fitzgerald. Prasophyllum reflexum ingår i släktet Prasophyllum och familjen orkidéer. Inga underarter finns listade i Catalogue of Life.